# Stanisław Nowicki (rotmistrz)
Stanisław Nowicki (ur. 16 maja 1897 w Wilnie, zm. ?) – rotmistrz Wojska Polskiego, działacz niepodległościowy, kawaler Orderu Virtuti Militari.

## Życiorys
Urodził się 16 maja 1897 w Wilnie, w rodzinie Tadeusza i Konstancji z Jeleńskich. Uczęszczał do gimnazjum w Wilnie, a od 1912 w Briańsku. Był członkiem Związku Młodzieży Postępowo-Niepodległościowej.
7 maja 1916 wstąpił do armii rosyjskiej. 3 lutego 1917, po ukończeniu szkoły wojskowej w Kijowie, został mianowany chorążym. Walczył w szeregach Kaukaskiej Dywizji Kawalerii. 20 grudnia tego roku wstąpił do I Korpusu Polskiego w Rosji i został przydzielony do 7. szwadronu 3 pułku ułanów. W marcu 1918 został ranny pod Kopatkiewiczami. Po demobilizacji korpusu (maj 1918) zorganizował konny oddział Samoobrony Mozyrskiej, na którego czele walczył z bandami chłopów i Petlurowcami. W końcu grudnia 1918 zreorganizował szwadron i wziął udział w walkach o Wilno, w ramach Samoobrony Wileńskiej. W lipcu 1920 zorganizował dywizjon jazdy ochotniczej, który podlegał bezpośrednio dowódcy 1 Armii. Wyróżnił się 25 lipca 1920 dowodząc obroną rzeki Bug na odcinku Granne–Sledzianowo.
Po zakończeniu działań wojennych pozostał w wojsku jako oficer zawodowy. W maju 1921 był przydzielony do Inspektoratu Armii Nr III w Kórniku. Później kontynuował służbę w 23 pułku ułanów, który stacjonował w Wilnie, a następnie w Podbrodziu. 3 maja 1922 został zweryfikowany w stopniu porucznika ze starszeństwem od 1 czerwca 1919 i 404. lokatą w korpusie oficerów jazdy (od 1924 – kawalerii), a 19 marca 1928 prezydent RP nadał mu stopień rotmistrza z dniem 1 stycznia 1928 i 34. lokatą w korpusie oficerów kawalerii. W grudniu 1934 został przeniesiony do 19 Dywizji Piechoty w Wilnie na stanowisko oficera taborowego. Na tym stanowisku pozostał do 1939.
W ramach osadnictwa wojskowego otrzymał działkę o powierzchni 18 ha we wsi Skorbuciany. Miał także posiadłość miejską na Saskiej Kępie nr 6 w Wilnie.
Był żonaty, miał córkę Krystynę Dorotę Marię (ur. 6 lutego 1932) i syna Stanisława (ur. 1 stycznia 1934).

## Ordery i odznaczenia
- Krzyż Srebrny Orderu Wojskowego Virtuti Militari nr 2348[20][21][22][23][24] – 1921[25]
- Krzyż Walecznych[26]
- Medal Niepodległości – 16 marca 1937 „za pracę w dziele odzyskania niepodległości”[27][28][b]
- Srebrny Krzyż Zasługi – 1938[31][32]
- Krzyż Zasługi Wojsk Litwy Środkowej – 3 marca 1926[33][26]
- Medal za Ratowanie Ginących[26]
- Medal Pamiątkowy za Wojnę 1918–1921[26]
- Medal Dziesięciolecia Odzyskanej Niepodległości[26]
- Medal Zwycięstwa[26][34]